# Eutócio de Ascalão
Eutócio de Ascalão (ca. 480 - ca. 540) foi um matemático grego que escreveu comentários sobre vários tratados de Arquimedes e sobre a "Cônica" de Apolônio.

## Vida e trabalho
pouco é conhecido sobre a vida de Eutócio. Escreveu comentários sobre Apolônio e sobre Arquimedes. Os trabalhos de Eutócio que sobreviveram são:
- Um Comentário sobre os primeiros quatro livros da "Cônica" de Apolônio;
- Comentários sobre:
  - a Esfera e Cilindro de Arquimedes;
  - a Quadratura do Círculo de Arquimedes;
  - os Dois Livros sobre Equilíbrio de Arquimedes.

Historiadores devem muito do seu conhecimento da solução de Arquimedes de um cúbico por meios de interseção cônica, aludindo a A Esfera e o Cilindro, de Eutócio e seus comentários. Eutócio dedicou seu comentário sobre a "Cônica" de Apolônio a Antêmio de Trales, também um matemático e arquiteto da Basílica de Santa Sofia.